# CD Eldense
Der Club Deportivo Eldense ist ein spanischer Fußballverein aus der Stadt Elda, Alicante. Der 1921 gegründete Klub spielt in der Saison 2023/24 in der Segunda División.

## Geschichte
Der Club Deportivo Eldense wurde am 17. September 1921 von einigen Fans des FC Barcelona gegründet, dem der Club auch seine Vereinsfarben verdankt. Im Jahr 1956 konnte der Verein erstmals in die Segunda División aufsteigen, nachdem die zweite Mannschaft von Real Madrid in den Play-offs besiegt wurde. 
In der Saison 2005/2006 machte der Verein von sich reden, da sich die erste Mannschaft für die Copa del Rey 2006/2007 qualifizieren und zudem nach 14 Jahren von der Tercera División in die Segunda División B zurückkehren konnte. Nach nur einem Jahr stiegen die Valencianer jedoch als Drittletzter wieder in die vierte Liga ab.
Als CD Eldense in der Spielzeit 2016/17 gegen FC Barcelona B mit 0:12, der höchsten Niederlage des Vereins, verloren hatte, meldete der Vereinspräsident die Mannschaft vom Spielbetrieb ab, da er von Manipulation ausging. In dem Zusammenhang warf er dem italienischen Investor sowie dem italienischen Trainer merkwürdiges Verhalten vor und sagte: „Ich gehe davon aus, dass die Partie verschoben war, ich habe verschiedene Spieler im Verdacht“.
In der Saison 2021/22 gelingt der Mannschaft aus Elda der Aufstieg in die Primera Division RFEF. In der Saison 2022/23 starten sie dort in der Groupo B.

## Stadion
CD Eldense spielt im Estadio Municipal Nuevo Pepico Amat, welches eine Kapazität von 8.000 Zuschauern hat.

## Spielzeiten
- 2004/2005: Tercera División – 3. Platz
- 2005/2006: Tercera División – 3. Platz (Aufstieg)
- 2006/2007: Segunda División B – 18. Platz (Abstieg)
- 2007/2008: Tercera División – 5. Platz
- 2008/2009: Tercera División – 6. Platz
- 2009/2010: Tercera División – 17. Platz
- 2010/2011: Tercera División – 14. Platz
- 2011/2012: Tercera División – 14. Platz
- 2012/2013: Tercera División – 10. Platz
- 2013/2014: Tercera División – 1. Platz
- 2014/2015: Segunda División B – 16. Platz
- 2015/2016: Segunda División B – 10. Platz
- 2016/2017: Segunda División B –

## Clubdaten
- Spielzeiten Liga 1: 0
- Spielzeiten Liga 2: 5
- Spielzeiten Liga 2B: 11
- Spielzeiten Liga 3: 53
- Beste Position: 7. Platz (Segunda División 1962/63)

## Trainerhistorie
- Juli 2015 bis Mai 2016: José Galiana[3]

## Bekannte ehemalige Spieler
- Mutiu Adepoju (* 1970), 2004–2005
- Danilo Arrieta (* 1987), 2006–2007